# Artista del Pueblo de la RSFSR

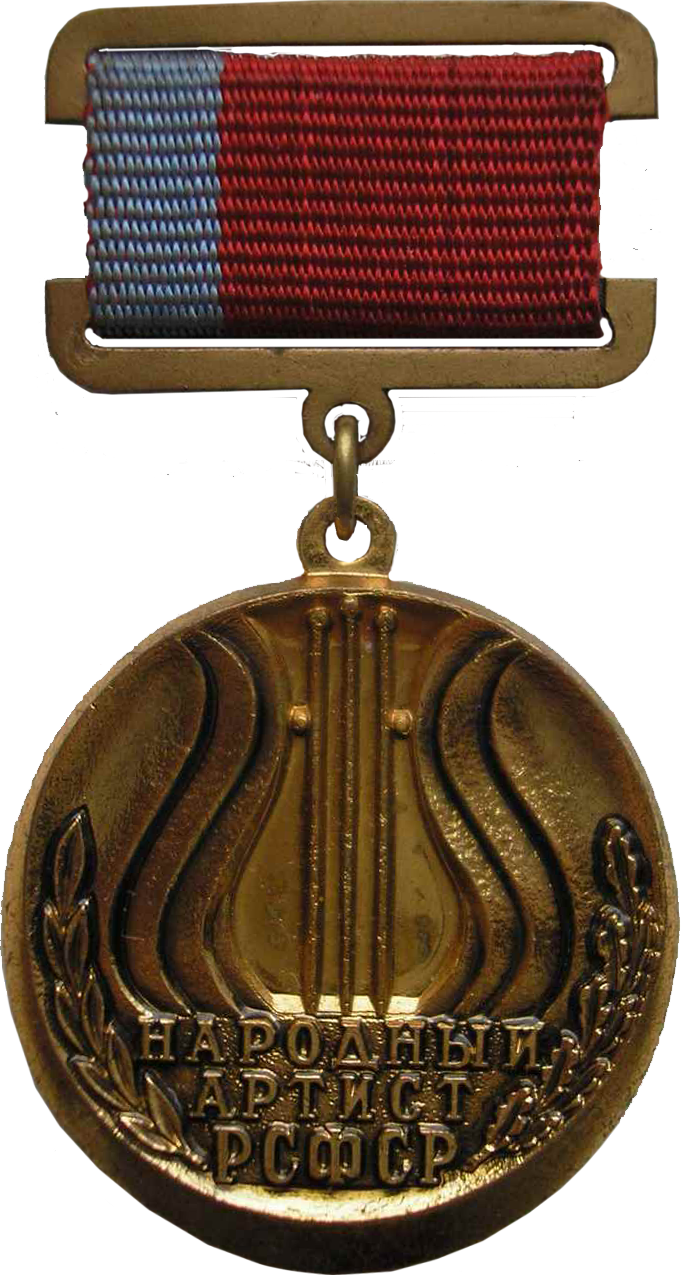

Artista del Pueblo de la RSFSR (en ruso: Народный артист РСФСР, Narodny artist RSFSR) fue un título honorífico otorgado a artistas de la Unión Soviética, incluidos directores de teatro y cine, coreógrafos, intérpretes de música y directores de orquesta, que mostraron los logros sobresalientes en las artes y que vivieron en la República Socialista Federativa Soviética de Rusia (RSFSR ). Este título fue el siguiente en la línea después de Artista de Honor de la RSFSR y precedió al título Artista del pueblo de la URSS.
El título se introdujo el 10 de agosto de 1931. En 1992, después de que la RSFS de Rusia fue rebautizada como Federación de Rusia, fue reemplazado por el Artista del Pueblo de Rusia.

## Diverso
Este título no debe confundirse con el título escrito en ruso Народный художник РСФСР, y que se otorgó por los logros en artes visuales.